# Калашник, Григорий Иванович
Григорий Иванович Калашник (19.11.1914 — 07.10.1993) — участник советско-финляндской и Великой Отечественной войн, командир корабля Ил-18 Северного управления гражданской авиации Министерства гражданской авиации СССР, гор. Ленинград. Герой Социалистического Труда (15.08.1966).

## Биография
Родился 19 ноября 1914 года в селе Незабудино ныне Солонянского района Днепропетровской области Украины. Украинец.
Учился в сельской школе, работал дома в хозяйстве и в колхозе. В 1930 году окончил Днепропетровский строительный рабфак. В 1937 году после окончания Батайской Первой Краснознаменной авиационной школы пилотов гражданского воздушного флота (ГВФ) имени П. И. Баранова работал пилотом в аэропорту города Петрозаводск. Участник Советской финской войны 1939—1940 годов. В 1940 году вступил в ВКП(б)/КПСС.
С 22 июня 1941 года — на военной службе. В 1942 году — пилот 2-го, затем 1-го авиаотряда Северной особой авиационной группы Гражданского воздушного флота Ленинградского фронта, лейтенант. Выполнял боевые задания Волховском и Ленинградском фронтах, перевозил начсостав, раненых, медикаменты, вооружение, боеприпасы, литературу, принимал участие в обеспечение связи между армиями, дивизиями и выполнял другие задания, направленные на обеспечение боевых задач частей Красной Армии. Награждён орденами Красного Знамени и Красной Звезды.
После войны стал пилотом, а затем командиром корабля Ил-18 Ленинградского объединенного авиационного отряда. Работал грамотно, чётко и профессионально. Принадлежал к числу командиров кораблей, которым поручали самые сложные полёты над всей страной, вплоть до Владивостока.
Указом Президиума Верховного Совета СССР от 15 августа 1966 года за выдающиеся успехи в выполнении заданий семилетнего плана по перевозкам пассажиров воздушным транспортом, применении авиации в народном хозяйстве страны и освоении новой авиационной техники Калашнику Григорию Ивановичу присвоено звание Героя Социалистического Труда с вручением ордена Ленина и золотой медали «Серп и Молот».
Налетав положенное количество часов, стал внештатным пилотом- инструктором и трудился в данном качестве до выхода на заслуженный отдых.
Жил в Санкт-Петербурге. Умер 7 октября 1993 года. Похоронен в Санкт-Петербурге на кладбище Памяти жертв 9 января.

## Награды
- Золотая медаль «Серп и Молот» (15.08.1966)
- Орден Ленина (15.08.1966)
- Орден Красного Знамени (06.06.1942)[2]
- Орден Отечественной войны II степени (11.03.1985)[3]
- Орден Красной Звезды (29.06.1942)[2]
- Орден «Знак Почёта» (07.01.1953)
- Медаль «За оборону Ленинграда»(26.06.1944)[4]
- Медаль «За боевые заслуги»  (26.06.1944)[5]
- Медаль «В ознаменование 100-летия со дня рождения Владимира Ильича Ленина» (6 апреля 1970)
- Медаль «Партизану Отечественной войны» II степени(11.02.1944)
- Медаль «За победу над Германией в Великой Отечественной войне 1941—1945 гг.» (9 мая 1945[6])[7]
- Юбилейная медаль «Двадцать лет Победы в Великой Отечественной войне 1941—1945 гг.» (7 мая 1965[8])
- Юбилейная медаль «Тридцать лет Победы в Великой Отечественной войне 1941—1945 гг.»[9]
- Медаль «Сорок лет Победы в Великой Отечественной войне 1941-1945 гг.»[10]

- Медаль «Ветеран труда»
- Медаль «30 лет Советской Армии и Флота»[11]
- Юбилейная медаль «40 лет Вооружённых Сил СССР»[12]
- Юбилейная медаль «50 лет Вооружённых Сил СССР» (26 декабря 1967[13])
- Юбилейная медаль «60 лет Вооружённых Сил СССР» (28 января 1978[14])
- Юбилейная медаль «70 лет Вооружённых Сил СССР» (28 января 1988[15])
- Знак «Гвардия»
- Знак МО СССР «25 лет Победы в Великой Отечественной войне» (24 апреля 1970)

## Память
- На могиле установлен надгробный памятник.
- Его имя увековечено в Главном Храме Вооружённых сил России, и навсегда запечатлено на мемориале «Дорога памяти»